# Kosmos 1074
Kosmos 1074 (ryska: Космос-1074) var en obemannad flygning i det sovjetiska rymdprogrammet. Flygningen var ett långtidstest av Sojuz-T. Farkosten sköts upp med en Sojuz-raket, från Kosmodromen i Bajkonur, den 31 januari 1979.
Farkosten återinträdde i jordens atmosfär och landade i Sovjetunionen den 1 april 1979.